# Fortini di Pentimele

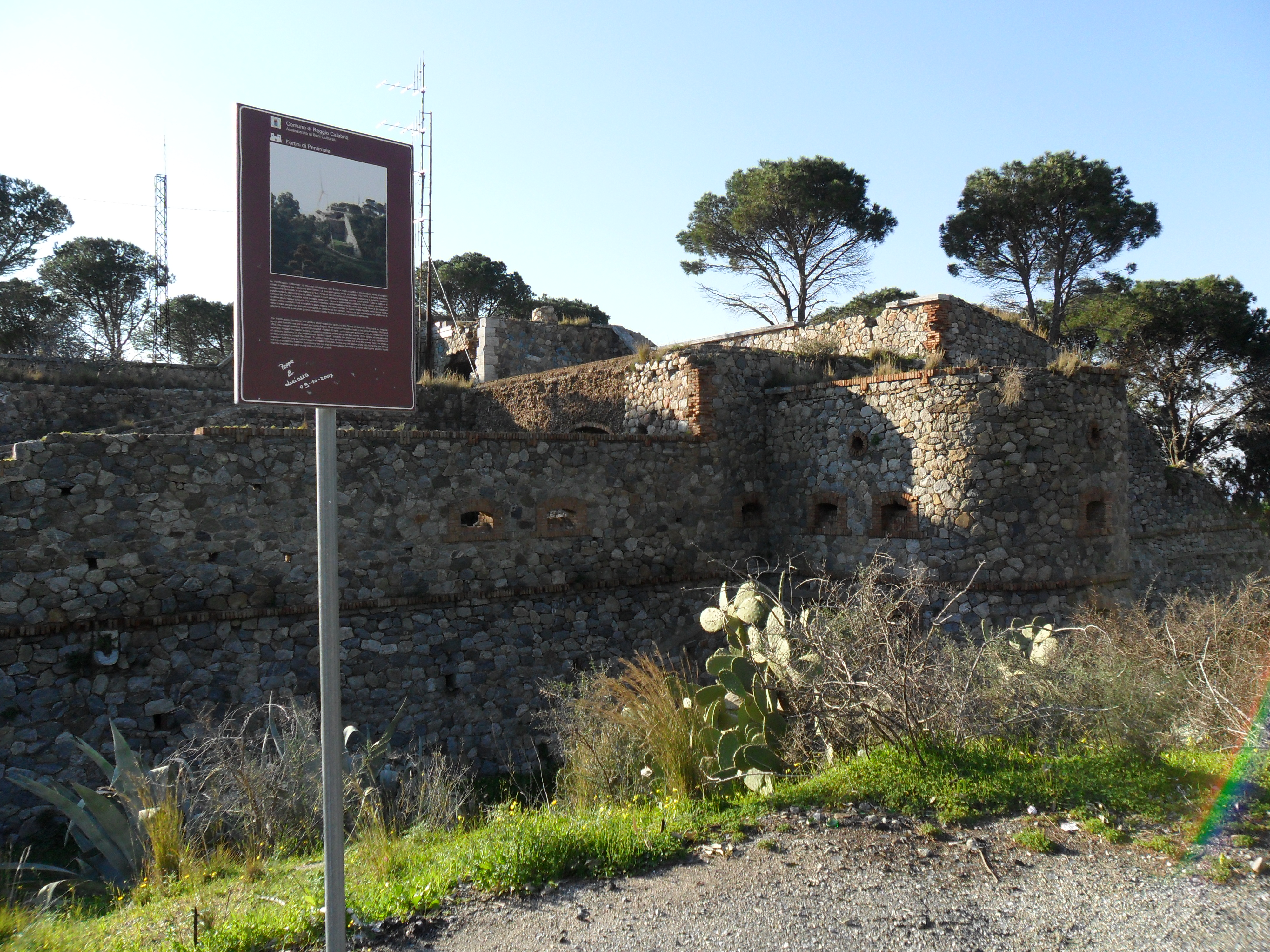
Teil der Fortini di Pentimele

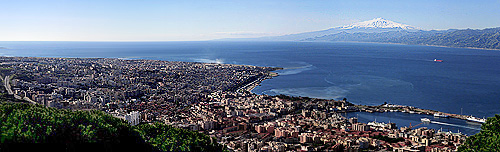
Blick von den Festungsanlagen auf die Straße von Messina und die Stadt Reggio Calabria

Die Fortini di Pentimele sind Ruinen von Festungsanlagen auf dem Hügel von Pentimele über der Stadt in Reggio Calabria in der italienischen Region Kalabrien. Von dort aus konnte man die Straße von Messina überwachen.

## Geschichte
Die Ursprünge der Festungsanlage gehen auf das Jahr 1547 zurück, in dem wegen fortgestetzer Piratenüberfälle der Bau einer Burg befohlen wurde. Allerdings mussten die Arbeiten an der Burg wegen Geldmangels wieder eingestellt werden und stattdessen wurde der Torre di Reggio namens Pendimeri oder Pentimeli errichtet wurde.
1860 wurden mit der Einigung Italiens die Verteidigungsfunktionen einem System von Verteidigungsanlagen übertragen, das auf der ersten Hügellinie am Ostufer der Straße von Messina stand. Daher wurde der Bau der Festung in Capo d’Armi, der Batterie an der Punta Pellaro, der Hügelforts von Arghillà und der Festungen der Ebenen von Matiniti und von Pentimele angeordnet, die mit ihrer Tarnarchitektur die Verteidigung von Reggio Calabria bis zum Zweiten Weltkrieg sicherten. Speziell die Fortini di Pentimele wurden 1896 errichtet, wie man aus einem Dokument erkennen kann, das im Staatsarchiv von Reggio Calabria aufbewahrt wird.
Der Ort, der jahrelang dem Verfall preisgegeben war, wurde kürzlich restauriert und aufgewertet.

## Beschreibung
Die beiden Fortini di Pentimele, die – identisch in ihrer Form – Batteria Pentimele nord (Fortino Nord) und Batteria Pellizzeri (Fortino Sud) genannt werden, wurden mit Natursteinen und Mauerziegeln erbaut, die auch die Fenster und die Kronen der Umfassungsmauern einrahmen.
Das „Fortino Nord“, das sich in sehr gutem Zustand befindet, hat auch eine Zugbrücke und am Eingang zwei Säulen, die mit Kalksandstein verkleidet sind und auch zur Wasserableitung verwendet werden. Wenn man dort eintritt, findet man auf der linken Seite vier Zisternen, die für die Sammlung von Wasser verwendet werden; ebenfalls auf der linken Seite befinden sich die Offiziersquartiere, die mit Bädern und Stallungen ausgestattet sind. Daneben liegen die Schlafräume der Soldaten und weiter innen zwei Räume (auf jeder Seite) zur Lagerung von Waffen. In der Decke sind zwei Öffnungen, die das Durchreichen der Waffen ins Obergeschoss erlauben, wo sich ein Raum befindet, der als Lager diente.
Auf der rechten Seite liegt eine Treppe, die in einen Raum unterhalb des Eingangsbereiches führt, von dem aus die Zugbrücke bedient wurde (im „Fortino Sud“ wurde dieser Bereich zerstört). Die Räumlichkeiten auf der rechten Seite dienten als Stallungen und wurden im Zweiten Weltkrieg in Schlafräume umgebaut.
Ebenfalls auf der rechten Seite liegt ein Turm mit zwei Stockwerke; ins untere Geschoss wurden Gefangene geworfen (dort gibt es keine Treppen) und vom oberen Geschoss aus bewacht. Auf der rechten wie auf der linken Seite gibt es lange, schlecht beleuchtete Korridore mit rechteckigem Grundriss, die geschaffen wurden, um einen eventuellen Feind zu verwirren, der dorthin während einer Verfolgungsjagd gelangen könnte und den Ort nicht kennen würde; er wäre gegen eine Mauer gelaufen.
An den Längswände der beiden Korridore gibt es zwei kleine Fenster, von denen aus man den Außenbereich der Festungsanlage überwachen und so eine mögliche, feindliche Invasion bemerken konnte. Der Mittelteil der Festungsanlagen besteht aus vier Rampen, auf denen die Kanonen transportiert und in zwei kreisrunden, niedrigen Gräben aufgestellt werden konnten. In der Mitte des Obergeschosses waren das Materiallager der Artillerie und der Wartungsbereich für die Kanonen.

## Bemerkenswertes
Im Inneren der Festungsanlagen soll es zwei Geheimgänge geben, von denen einer zum Hafen der Stadt und der andere zur Burg der Stadt führt. Die beiden Geheimgänge sollen sich am Ende der beiden langen Korridore, in denen es versteckte Falltüren geben soll. Nach Theorien, die kürzlich von verschiedenen örtlichen Gelehrten aufgebracht wurden, soll es einen einzigen Zugang oder eine Falltür geben, durch die man in einen Gang gelangt, der beide Festungsanlagen miteinander verbindet.
Das Gelände um die Festungsanlagen wurde in den 1980er-Jahren, als die privaten Radiostationen entstanden, mit zahllosen FM-Antennen überzogen, die immer noch genutzt werden, vor allen Dingen von den großen, nationalen Netzwerken. Dieser Bereich genießt eine optimale Abdeckung mit Radiosendestationen, die sich in Kalabrien von Villa San Giovanni bis zur ‚‚Punta Pellaro‘‘ und in Sizilien von Messina bis Taormina erstreckt. Einige davon kann man sogar an den Hängen des Ätna empfangen. Die Sendeanlagen sieht man von jedem Punkt der Stadt Reggio Calabria aus; sie befinden sich etwa 50 Meter unterhalb der „Fortini Sud“.